# Protorthodes eureka
Protorthodes eureka är en fjärilsart som beskrevs av Barnes och Benjamin 1927. Protorthodes eureka ingår i släktet Protorthodes och familjen nattflyn. Inga underarter finns listade i Catalogue of Life.